# Onychogomphus kitchingmani
Onychogomphus kitchingmani es una especie de libélula de la familia Gomphidae.
Es endémica de Zambia.
Sus hábitats naturales son los ríos.